# Lionel Deflo
Lionel Deflo (Menen, 31 januari 1940 - Wevelgem, 31 maart 2017) was een Belgisch literair criticus, schrijver en uitgever.

## Levensloop
Beroepshalve was Deflo leraar Nederlands, maar het grootste deel van zijn activiteiten wijdde hij aan de literatuur en de literaire kritiek.
Naast een aantal kortverhalen, schreef hij vooral essays, kritieken en recensies over het werk van andere auteurs. Dit publiceerde hij voornamelijk in het door hemzelf gestichte tijdschrift Kreatief.
In 1986 verliet hij het onderwijs en werd directeur bij de uitgeverij Manteau. Hij bleef dit tot in 1993.
Tegen het einde van zijn leven werd hij ziek en was 77 toen hij overleed, een vrouw en drie kinderen nalatend.
Deflo was:
- Voorzitter van de bibliotheekraad van Wevelgem.
- Lid van de Provinciale commissie voor Taal- en Letterkunde van West-Vlaanderen.
- Lid van de Maatschappij der Nederlandse Letteren in Leiden.
- Jurylid van de Driejaarlijkse Jaarprijs voor poëzie en voor verhalend proza.

## Publicaties
- Rondom Richard Minne, 1971.
- Nieuw-realistische poëzie in Vlaanderen, een documentaire bloemlezing, 1972.
- Clem Schouwenaars, monografie, 1976.
- Kultuur onder Apartheid, 1978.
- Woord en Beeld, 1980.
- Bij nader inzien, kritisch proza, 1984.
- Een oordeel van de Gefreiter, verhalen (afzonderlijk eerder verschenen).

## Literair tijdschrift Kreatief
Deflo en Thierry Deleu waren de stichters en Deflo was de hoofdredacteur van het tijdschrift Kreatief, aangekondigd als onafhankelijk, kritisch en informatief cultureel tijdschrift, dat een actief leven leidde van 1966 tot 2004. Dit tijdschrift werd als een van de beste literaire tijdschriften beschouwd in het Nederlandse taalgebied.
Onder de regelmatige medewerkers bevonden zich onder meer Jozef Deleu, Willy Spillebeen, Marcel Coolsaet, Christiaan Germonpré en Georges Wildemeerch. Heel wat auteurs kwamen zich in de volgende jaren bij hen voegen.
Het Vlaams Fonds voor de Vlaamse Letteren adviseerde vanaf 2005 negatief over het nog verdere verlenen van subsidies. Het tijdschrift hield er noodgedwongen mee op. Deflo noemde het een sluipmoord; de medewerkers, aangevoerd door Willy Spillebeen, noemden het een schandaal.